# 奧伊斯滕巴赫河
51°49′44″N 8°19′39″E / 51.82889°N 8.32750°E

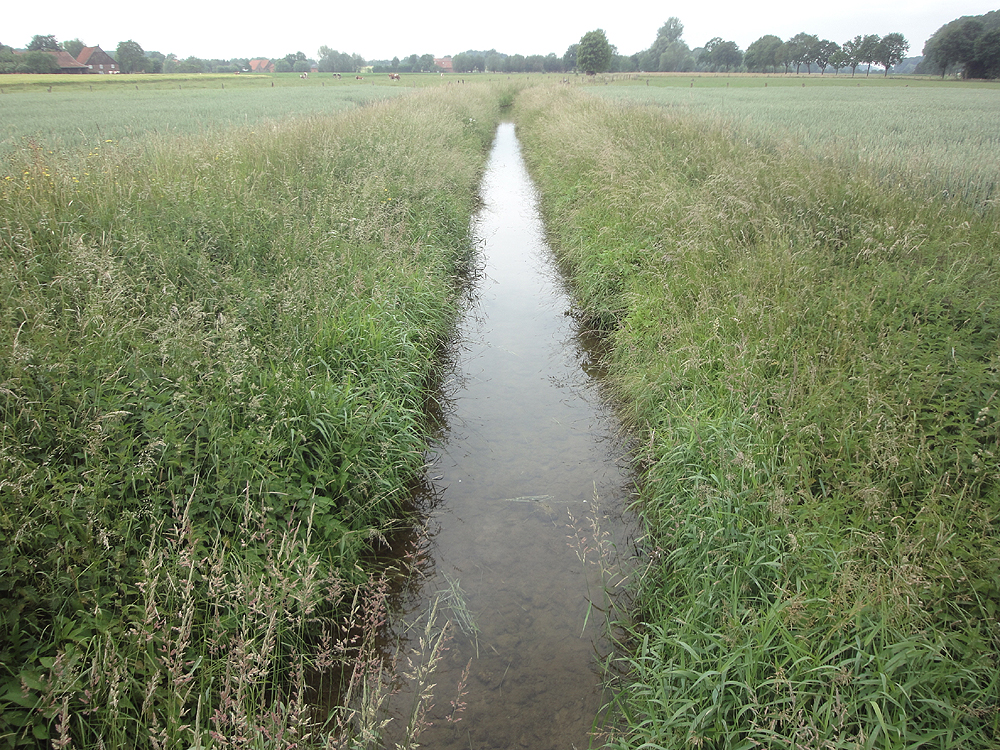

奧伊斯滕巴赫河（德語：Eusternbach），是德國的河流，位於該國西部，流經北萊茵-威斯特法倫州，屬於埃姆斯河的左支流，河道全長15.9公里，流域面積26.8平方公里。